# Neoastelia spectabilis
Neoastelia es un género monotípico de plantas bulbosas perteneciente a la familia Asteliaceae. Su única especie: Neoastelia spectabilis J.B.Williams, es originaria de Australia en Nueva Gales del Sur.

## Descripción
Tiene hojas ± lineales con extremos ± caídos, de 60-165 cm de largo, y 2.5-6 cm de ancho, superficie verde superior y ± glabras, la superficie inferior de color blanco plateado. Las inflorescencias en panículas exertas, abiertas, de 25-70 cm de largo, pedúnculo 18-40 cm de largo, en su mayoría con una larga hoja cerca de la cúspide; espatas 10-13, los más bajos de hoja, con sub-panículas ramificadas, espatas superiores más pequeños, membranosa y los racimos con muchas flores; pedicelos 4-17 mm de largo. Perianto membranosa, 8-11 mm de largo, glabros excepto por tubo basal, blanco, tépalos reflexos. El fruto es una baya obovoide a globoso, de 10-15 mm de largo, de color verde pálido, semillas de 70 a 150, de 1,2 mm de largo, negro.

## Taxonomía
Neoastelia spectabilis fue descrito por John Beaumont Williams  y publicado en Flora of Australia 45: 493. 1987.